# William Priddy
William Reid Priddy est un joueur américain de volley-ball né le 1er octobre 1977 à Richmond (Virginie). Il mesure 1,94 m et joue réceptionneur-attaquant.

## Clubs
| Club                   | Pays         | De        | À         |
| ---------------------- | ------------ | --------- | --------- |
| Volley Forlì           | Italie       | 2000-2001 | 2000-2001 |
| Aon hotVolleys Vienne  | Autriche     | 2001-2002 | 2001-2002 |
| Ionikos Nikaia         | Grèce        | 2002-2003 | 2002-2003 |
| États-Unis             | États-Unis   | 2003-2004 | 2003-2004 |
| TC Vibo Valentia       | Italie       | 2004-2005 | 2004-2005 |
| Samsung Bluefangs      | Corée du Sud | 2005-2006 | 2005-2006 |
| Olympiakos             | Grèce        | 2006-2007 | 2006-2007 |
| Lokomotiv Novossibirsk | Russie       | 2007-2008 | 2009-2010 |
| Zenit Kazan            | Russie       | 2010-2011 | 2011-2012 |
| Halkbank Ankara        | Turquie      | 2012-2013 | ....      |

## Palmarès
- Jeux Olympiques (1)
  - Vainqueur : 2008
- Ligue mondiale (1)
  - Vainqueur : 2008
- World Grand Champions Cup
  - Finaliste : 2005
- Ligue des champions (1)
  - Vainqueur : 2012
- Championnat de Russie (2)
  - Vainqueur : 2011, 2012
- Coupe de Turquie (1)
  - Vainqueur : 2013
- Coupe de la CEV (1)
  - Vainqueur : 2013
- Championnat d'Autriche (1)
  - Vainqueur : 2002
- Coupe d'Autriche (1)
  - Vainqueur : 2002